# Centrale nucleare di Gravelines
La centrale nucleare di Gravelines è una centrale nucleare francese situata presso la città di Gravelines, nel Nord-Passo di Calais. La centrale possiede 6 reattori PWR francesi costruiti dalla Framatome da 910 MW ognuno. Questi fanno dell'impianto il più potente della Francia ed uno dei più potenti al mondo.

## Record
A settembre 2010 l'impianto ha raggiunto la produzione totale di 1000 TWh prodotti in 30 anni di funzionamento, questo è il primo impianto al mondo a raggiungere questo traguardo.